# Bingo Royale
Bingo Royale var ett underhållningsprogram som SVT sände på sena lördagskvällar från hösten 2006 till våren 2007. Programmet direktsändes från krogen Bacchi Wapen i Gamla Stan i Stockholm, och var ett bingoprogram med inslag av olika sketcher, kända gäster och ett tävlingsmoment där gästerna eller personer från publiken fick tävla mot varandra i lekar.
I ett program som sändes inför julhelgen fanns det även en rimstuga med Jocke Åhlund, Nassim Al Fakir och Therese Alshammar.
Addis Black Widow och Ingenting är exempel på musikgrupper som gästade programmet.

## Bingospelet
Bingobrickan fanns på SVT:s webbplats och tittarna skrev själva ut den på en skrivare. Den som fick "bingo" kunde ringa in till programmet och få tävla i direktsändning. Tävlingsmomentet innefattade en kvalfråga och öppnande av skåpluckor liknande Bingolottos som den tävlande fick välja bland. Det förekom även lyckohjul. I prispotten fanns diverse (ofta begagnade) saker som visades upp i TV-programmet. Allmänheten kunde bidra till vinstpotten genom att skänka saker till programmet.

## Programmets skapare och ansvariga
Programmet producerades av Marcus Svanberg och Anna Åhlund på produktionsbolaget Nordisk film. På SVT var Tora Heckscher projektledare och Maria Groop-Russel den ansvariga genrechefen bakom beslutet att sända programmet. Nisse Edwall och Mona Seilitz var programledare. Andreas Kleerup var huspianist. Återkommande humorsketcher gjordes av producenterna Anna Åhlund och Marcus Svanberg.

## Bakgrund, tittarsiffror och kritik
Det första programmet sågs av omkring 260 000 tittare. Projektledaren Tora Heckscher var nöjd med programmet och ansåg att sändningstiden var en bidragande faktor till det begränsade tittarantalet. Enligt henne var syftet att programmet skulle fungera som en förfest för människor som skulle gå ut, samtidigt som den mer traditionella bingopubliken också skulle känna sig välkommen. Hon ansåg att den positiva och negativa kritiken var blandad och att det främst var humorn som väckte reaktioner. SVT delar uppfattningen att programmet var både hatat och hyllat.
SVT:s då nytillträdde VD Eva Hamilton gick ut i media och kritiserade programmet offentligt. Programdirektör Leif Jakobsson stoppade en sketch om moderater i ett avsnitt från sändning. Den officiella orsaken till att sketchen stoppades var att skämtet handlade om funktionsnedsatta. Dåvarande informationsdirektör Helga Baagoe konstaterade att SVT aldrig ska kränka utsatta och svaga grupper, inte ens i satir. Bingo Royale skämtade även om exempelvis homosexuella och på frågan om homosexuella tillhör en sådan grupp svarade hon att det är svårt med gränsdragning.
Även om programmet sändes från Stockholm hade programmet beställts av SVT Syd i Malmö. SVT lydde under den här tiden under det så kallade "55-procentsregeln" som krävde att 55 procent av produktionen skulle göras utanför Stockholm. Fackförbunden på SVT ansåg att detta förfarande kringgick 55-procentsregeln.
Efter hösten 2006 höll SVT:s ledning fast vid sitt beslut att sända Bingo Royale även våren 2007.